# Mike Rogers
Michael Dennis Rogers, detto Mike (Hammond, 16 luglio 1958), è un politico e avvocato statunitense, membro della Camera dei Rappresentanti per lo stato dell'Alabama dal 2003.

## Biografia
Dopo gli studi in scienze politiche e amministrazione pubblica, Rogers frequentò la scuola di legge e divenne avvocato, aprendo uno studio legale con sua moglie Beth. Nel 1994 conquistò un seggio alla Camera dei Rappresentanti dell'Alabama, di cui fu leader di minoranza dal 1998 al 2000. Nel 2003, quando il deputato Bob Riley fu eletto governatore, Rogers si candidò per succedergli e vinse, venendo poi rieletto negli anni successivi.
Mike Rogers, sposato, padre di tre figli e domiciliato a Saks, è un repubblicano piuttosto conservatore: è contrario all'aborto e ai diritti degli omosessuali ed ha posizioni rigide in materia di immigrazione.